# Lillaskog, Marks kommun
Lillaskog är en tidigare småort i Marks kommun och Älekulla socken. Två kilometer söder om orten ligger kyrkbyn Älekulla. År 2010 hade Lillaskog 70  invånare. 2015 hade metoden för att ta fram småortsstatistik förändrats av SCB varvid Lillaskog inte längre kom att räknas bland småorterna.